# Pico de gallo
Pico de gallo (španělsky doslovně kohoutí zobák), nebo také salsa fresca či salsa cruda, je druh salsy, který se tradičně vyrábí z nakrájených rajčat, cibule a natě koriandru, do které se přidává limetková šťáva. 
Pico de gallo lze použít téměř stejným způsobem jako jiné mexické tekuté salsy, ale protože obsahuje méně tekutiny, lze ji také použít jako hlavní složku v pokrmech, jako jsou taca a fajity. 
V salse picadě (doslovně mletá / nasekaná omáčka) jsou základní složkou rajčata. V Mexiku se běžně nazývá salsa mexicana (mexická omáčka). Protože barvy rajčete, bílé cibule, zelené chilli papričky a koriandru připomínají barvy mexické vlajky, tak se jí někdy říká salsa bandera (vlajková omáčka). 
V mnoha oblastech Mexika se termín Pico de gallo vztahuje na různé saláty (včetně ovocných), salsy, nebo náplně vyrobené z rajčat, tomatilla, avokáda, pomeranče, jicamy, okurky, papáji, nebo z málo pálivých druhů chili papriček. Ingredience se smíchají s limetovou šťávou, případně se ochutí buď pálivou omáčkou, nebo omáčkou čamoj (chamoy) a posypou se slaným kořením chilli. 

## Etymologie
Podle Sharona Tylera Herbsta má pico de gallo („zobák kohouta“) svůj název podle toho, že lidé si původně nabírali kousky salsy tak, že je sevřeli mezi palec a ukazováček.
Autoři Rick Bayless a Deann Groen se ve své knize Authentic Mexican: Regional Cooking from the Heart of Mexico domnivají, že by název mohl vyvolávat představu rozsekané hmoty připomínající krmení pro ptáky.
Podle původních obyvatel regionu Sonoran v Mexiku je salsa pojmenovaná tak proto, že serrano papričky připomínají zobák kohouta.